# Camp Point, Antarktis
Camp Point är en udde i Antarktis. Den ligger i Västantarktis. Argentina, Chile och Storbritannien gör anspråk på området.
Terrängen inåt land är kuperad. Havet är nära Camp Point åt nordväst. Trakten är obefolkad. Det finns inga samhällen i närheten. 